# LANTIRN

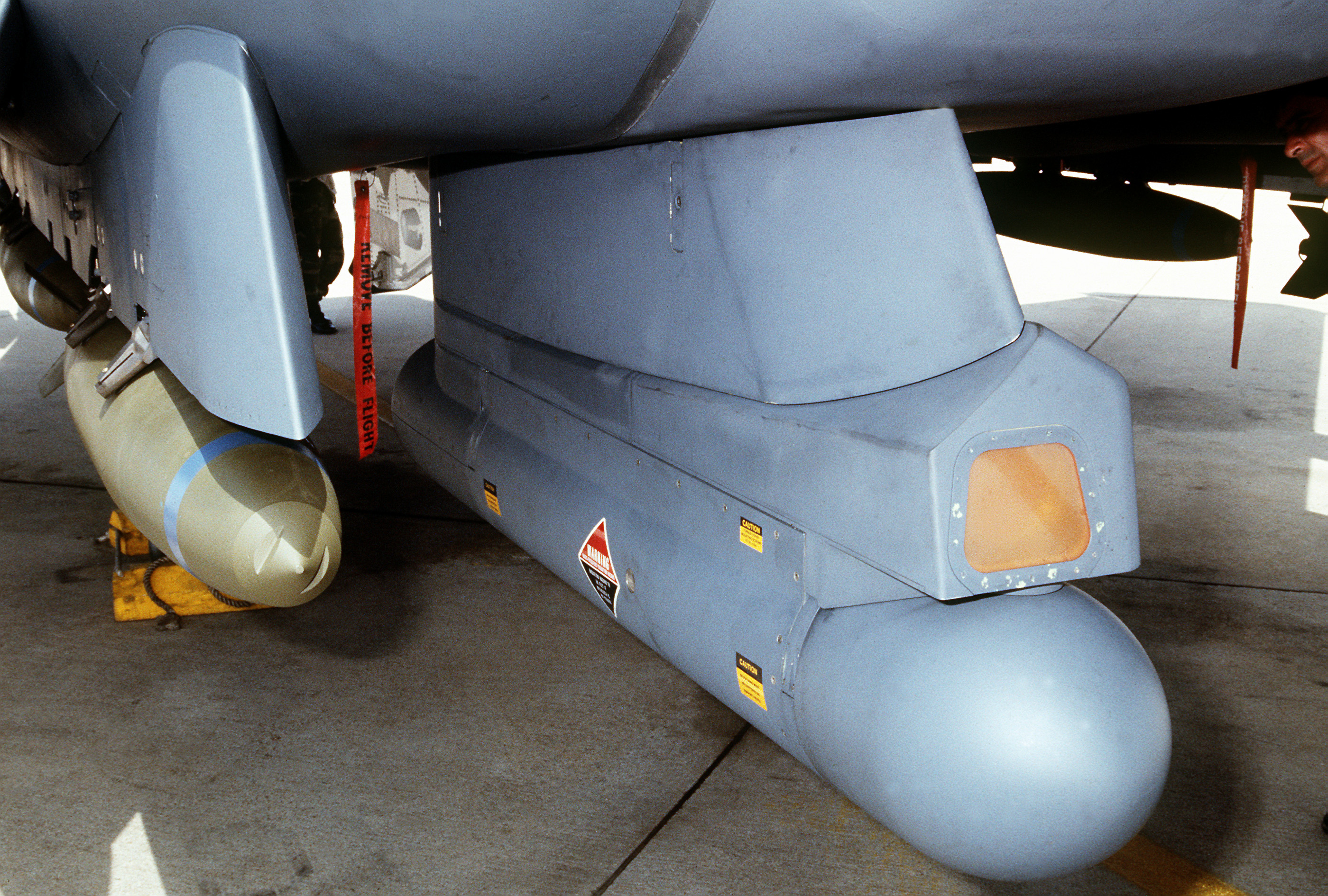
Eine blau lackierte LANTIRN-Kapsel neben zwei Mark 82-Bomben unter einem Jagdbomber F-15E

Das LANTIRN-System (Abkürzung für Low Altitude Navigation and Targeting InfraRed for Night) ist ein infrarotgesteuertes Navigations- und Zielsystem für Tiefflugeinsätze bei Nacht. Es ermöglicht den Piloten von F-15- und F-16-Kampfflugzeugen den Einsatz bei Nacht und bei jedem Wetter. Das LANTIRN-System wurde in den 1980er-Jahren von Martin Marietta für die US Air Force entwickelt und ab März 1987 ausgeliefert.

## Aufbau
Das LANTIRN-System besteht aus einem Navigations- und einem Zielbehälter, die extern an der Maschine montiert werden. Mit dem enthaltenen Geländekonturflug-Radar und einem festen Infrarot-Sensor kann das Flugzeug unter allen Sicht- und Wetterbedingungen operieren.

### Navigationsbehälter

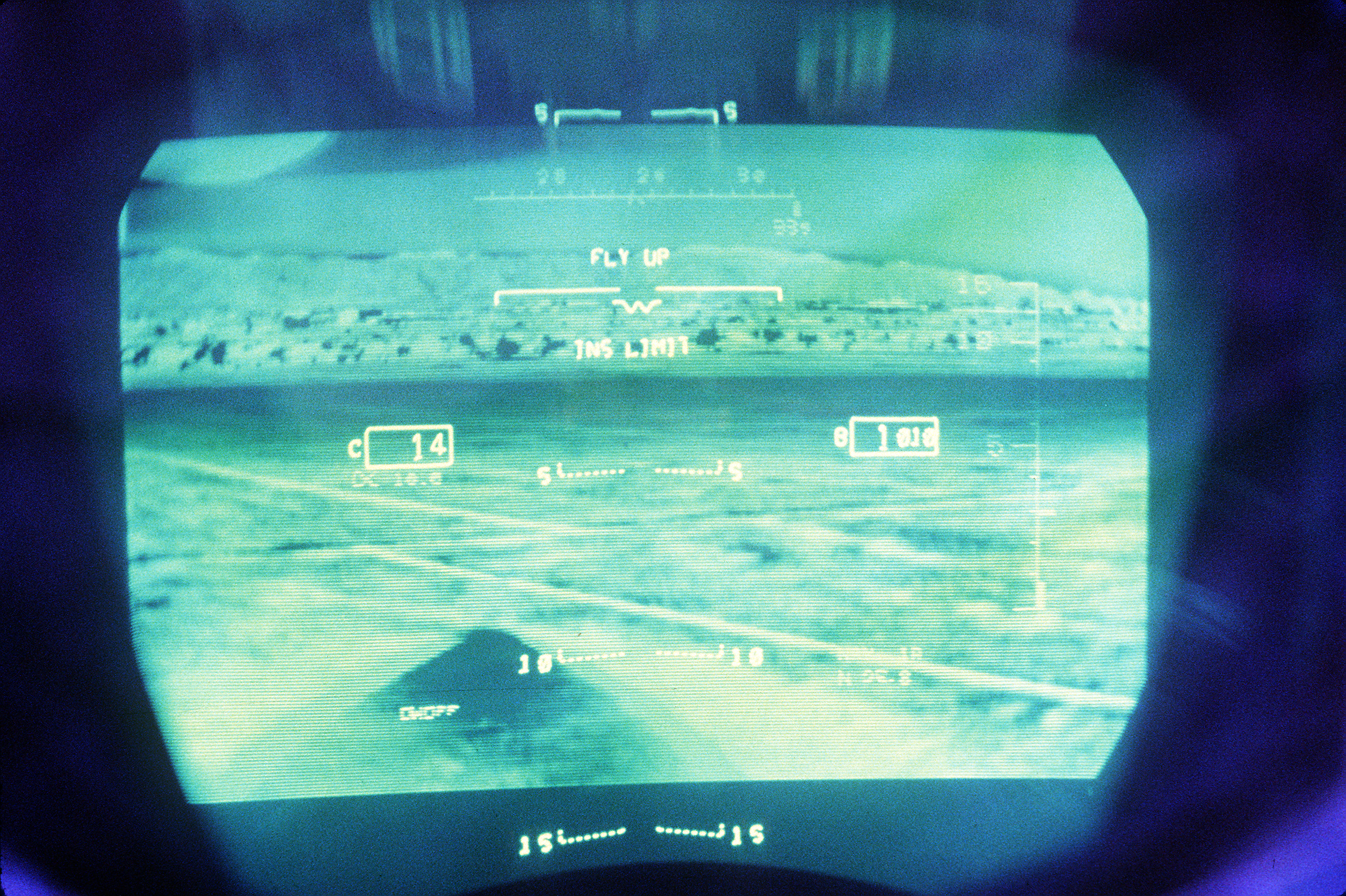
Infrarotbild im Head-Up-Display einer F-15E

Die AN/AAQ-13-Navigationsbehälter verleiht der Maschine die Fähigkeit zum schnellen Eindringen in den feindlichen Luftraum und zu Präzisionsangriffen auf taktische Ziele bei Nacht und unter widrigen Witterungsbedingungen. Der Navigationsbehälter enthält ein Geländefolgeradar und einen starr eingebauten Infrarotdetektor, der optische Informationen in das Flugkontrollsystem des Flugzeuges einspeist, das dadurch in der Lage ist, eine im Vorfeld bestimmte Höhe über Grund zu halten und Hindernissen auszuweichen. Dieser Sensor stellt auf dem Head-Up-Display des Piloten ein Infrarotbild des Geländes vor dem Flugzeug dar. Dadurch kann der Pilot manuell der Geländekontur folgen und Berge, Täler und die Dunkelheit dazu nutzen, selbst unentdeckt zu bleiben. Der Behälter war das erste vorwärts schauende Infrarot-Navigationssystem für Kampfflugzeuge der USAF. Die Exportversion des AN/AAQ-13 heißt AN/AAQ-19 "Pathfinder". Ihm fehlt normalerweise das Geländefolgeradar des AN/AAQ-13.

### Zielbehälter
Der AN/AAQ-14-Zielbehälter enthält einen vorwärts schauenden Infrarotsensor (FLIR), der dem Piloten ein Infrarotbild des Zieles liefert, ein Laser-/Laserentfernungsmesser für den präzisen Abwurf von Bomben, ein Korrelator, der die Sucher der AGM-65 Mavericks auf den Zielpunkt des Lasers ausrichtet und Software für die automatische Zielverfolgung. Diese Geräte vereinfachen die Aufgaben der Entdeckung, Erkennung und des Angriffs von Zielen und erlauben es auch Piloten von Einsitzer-Jets, Bodenziele beim ersten Überflug mit Präzisionswaffen anzugreifen. Die Exportversion des AN/AAQ-14 heißt AN/AAQ-20 "Sharpshooter" mit abgeschwächter Ausstattung. Ihm fehlt der oben genannte Korrelator für die AGM-65 Maverick. Darüber hinaus gibt es noch den LANTIRN ER-Zielbehälter mit verbesserten Systemen.

## Geschichte
Die Entwicklung von LANTIRN begann im September 1980 bei Martin Marietta, das heute zu Lockheed Martin gehört, in Orlando, Florida. Die ersten Einsatztests und Erprobungen der Navigationskapsel wurden im Dezember 1984 erfolgreich abgeschlossen. Die Air Force gab im März 1985 zunächst den Auftrag zu einer Produktion in kleinen Stückzahlen, ab November 1986 lief die Serienproduktion in großem Stil. Die erste seriengefertigte Kapsel wurde der Air Force am 31. März 1987 geliefert. LANTIRN stellte einen großen Schritt für die Fähigkeit des US-Militärs dar, Operationen in Dunkelheit und schlechten Wetterbedingungen durchzuführen. 1994 begann die U.S. Navy nach einem kurzfristigen Ersatz für ein Langstrecken-Angriffsflugzeug zu suchen, nachdem die A-6 Intruder ausgemustert worden war. Man entschied sich dafür, das LANTIRN-Zielsystem in die F-14 Tomcat zu integrieren, um dem Flugzeug die Fähigkeit zu Präzisionsangriffen zu geben.

## Nutzer
- Ägypten: ca. 100 Behälter, inklusiv 65 gebrauchte Zielbehälter von den USA
- Bahrain: 3 Sharpshooter-Behälter
- Belgien
- Dänemark: 13 LANTIRN-Zielbehälter, 3 LANTIRN ER-Zielbehälter
- Griechenland
- Israel
- Niederlande
- Norwegen
- Portugal
- Saudi-Arabien: 48 Behälter-Paare
- Singapur
- Südkorea
- Taiwan: 28 Behälter-Paare
- Türkei
- Vereinigte Staaten